# Europhonica
 (décembre 2018).
Europhonica est un réseau de radios universitaires crée par Radio Campus France. En 2018, le réseau comporte plus de 100 intervenants en France, en Allemagne, en Italie, en Espagne et au Portugal.
Chaque agence doit produire une heure de contenu depuis le parlement européen à Strasbourg.

## Sources
- https://www.franceculture.fr/conferences/radio-campus-france/europhonica-les-radios-libres-europeennes-au-parlement-europeen
- https://europhonica.eu/europhonica/